# 加納新太
加納 新太（かのう あらた）は、日本の小説家。愛知県出身。愛知県立西尾高等学校を経て愛知県立大学文学部卒業。

## 作品リスト

### 小説

#### 単行本
- タウンメモリー（2004年3月 ファミ通文庫）- 原作：小日向ななみ
- シャイニング・ティアーズ（2005年5月 - 2006年3月 ファミ通文庫 全2巻）- 原作：セガ
- 雲のむこう、約束の場所（2005年12月 エンターブレイン／2018年6月 角川文庫）- 原作：新海誠
- ほしのこえ あいのことば／ほしをこえる（2006年10月 エンターブレイン）- 原作：新海誠
- シャイニング・ティアーズ to ウィンド 姫君たちの冒険（2007年4月 ファミ通文庫）- 原作：セガ
- シャイニング・ウィンド アナザーリンク 鬼封じの剣士（2007年7月 ファミ通文庫）- 原作：セガ
- シャイニング・ハーツ やさしいパンの薫る島（2011年5月 ファミ通文庫）- 原作：セガ
- 秒速5センチメートル one more side（2011年6月 エンターブレイン）- 原作：新海誠
- 小説 劇場版ハヤテのごとく！ HEAVEN IS A PLACE ON EARTH（2011年8月 少年サンデーコミックススペシャル）- 原作：畑健二郎、脚本：小林靖子
- アクエリアンエイジ フラグメンツ（2012年6月 創芸社クリア文庫）- 原作：ブロッコリー
- シャイニング・ブレイド 剣士たちの間奏曲（2012年7月 ファミ通文庫）- 原作：セガ
- いなり、こんこん、恋いろは。（2014年2月 角川スニーカー文庫）- 原作：よしだもろへ
- 君の名は。 Another Side:Earthbound（2016年8月 角川スニーカー文庫）- 原作：新海誠
- 言の葉の庭（2017年8月 KADOKAWA）- 原作：新海誠
- 幕末明治サバイバル！ 小説・渋沢栄一（2020年12月 角川つばさ文庫）

#### 未単行本化
- かわいい女（『月姫 アンソロジーノベル 1』2003年3月 ファミ通文庫）- 原作：TYPE-MOON
- 天へと至る梯子（『月姫 アンソロジーノベル 2』2003年6月 ファミ通文庫）- 原作：TYPE-MOON
- fortissimo//wiederbelebung der seele（「ドラゴンマガジン」2011年1月号 - 5月号）- 原作：La'cryma

### 漫画原作
- アクエリアンエイジ Girls a War War!（2004年3月 NORAコミックスDELUXE）- 原作：ブロッコリー、作画：あさぎ桜
- AquarianAge 始まりの地球（2012年9月 角川コミックス・エース）- 原作：ブロッコリー
- 君の名は。 Another Side:Earth bound（2018年2月 - 2019年7月 MFコミックスアライブシリーズ）- 原作：新海誠、作画：中村ジュンヤ

### ドラマCD
脚本
- コードギアス 反逆のルルーシュ Sound Episode 3 - 6
  - STAGE 11.351「拘束衣 の 女」
  - STAGE  6.113「王 の 名前」
  - STAGE  5.831「オレンジ ピール」
  - STAGE  0.884「帝国 の 兄妹」
- コードギアス 反逆のルルーシュ Sound Episode Newtype SPECIAL + 
  - 「三つめ の 理由」
- コードギアス 反逆のルルーシュR2 Sound Episode
  - 1 「カレン･C.C. 美しき 反逆 の 記録」
  - 2 「裸 の ルルーシュ」
  - 3 「反逆学園 ギアス先生!」
  - 4 「ルルーシュ と いけない アルバイト」
  - 5 「おでん屋 ナナちゃん」
  - 6 「皇神楽耶 鬼に 会う」
- 世界めいわく劇場